# Бескид (футбольний клуб)
«Бескид» — український футбольний клуб з міста Надвірної Івано-Франківської області.

## Історія

### Польський період
Команду «Бескид» засновано у 1927 році. У 1920-тих роках в Надвірній діяли три футбольні команди: український «Бескид», польська «Бистриця», єврейський «Гакоах». Команда «Бескид» спочатку виступала у найнижчих лігах, однак в 30-тих роках стала однією з найкращих команд Станіславщини. 
У 1928 році «Бескид» вступає до Львівського окружного футбольного союзу під егідою Польського футбольного союзу. Надвірну в змаганнях вже репрезентували польська «Бистриця» та єврейський «Гакоах». 
Так у 1929 році «Бескид» провів одразу 17 матчів, що було надзвичайно високим показником. 
«Бескид» сім сезонів провів у класі «С» Чемпіонату Львівського окружного футбольного союзу. У 1935 році команда здобула путівку в клас «Б». «Бескид» став найбільшою несподіванкою чемпіонату, оскільки не тільки успішно дебютував у класі «Б», а й здобув путівку до фіналу класу «Б», посівши другу сходинку після станіславського «Пролому». Станіславців «Бескид» за сумою двох матчів обіграв (5:2 і 1:1). Команда зупинилась тільки за крок до виходу в клас «А». 
1933 року було збудовано стадіон. Ділянку для стадіону виділила громада сусіднього села Пнева. Весною 1936 року «Бескид» поступився у фіналі польському «Штрєльцу» з Брошніва (1:3 і 0:1). 
«Бескид» був одним з лідерів класу «В». Однак через безлад на власному стадіоні у перехідних матчах з командою Монастириська (сучасна Тернопільщина) у 1938 році був покараний річною дискваліфікацією та покинув Львівський окружний футбольний союз ФС. 
Під час Другої світової війни «Бескид» двічі зіграв з мадярською військовою командою. Перший матч закінчився з рахунком 5 : 0 на користь надвірнянців, у другому перемогу за допомогою судді вирвали угорці — 2 : 3.

### Радянський період
У повоєнний час виступала під назвами «Нафтовик», тоді командою опікувалось НГВУ «Надвірнанафтогаз». Надвірнянський «Нафтовик» у 1952 році здобуває срібні нагороди обласної першості. Команда стала чемпіоном області у 1963 та 1965 роках.
Двічі «Нафтовик» грав перехідні матчі з івано-франківським «Спартаком» за право виступати в майстрівському класі «Б», але двічі поступався. Також двічі команда виступала в першості УРСР серед КФК.
На початку 1980-х команда вже називалась «Бистриця». У 1979 та році «Бистриця» стає володарем кубка області а 1987 році — вдруге здобуває кубок області в фіналі перемігши «Іскру» (Старі Кривотули) 1:0. 1987 року «Бистриця» здобуває бронзові нагороди і путівку на чемпіонат УРСР серед КФК. У 1988 році «Бистриця» стає втретє чемпіоном області. Цей чемпіонський титул до сьогодні залишається останнім для команди. 
Двічі «Бистриця» грала у чемпіонаті УРСР серед КФК. «Бистриця» виступала в 1-й зоні, у 1988 році (8 місце з 10), та 1989 року (12 місце з 12).

### У Незалежній Україні
У 1991 році команда повертають свою історичну назву «Бескид». 1992 року команда отримала серйозного спонсора та змінила назву на «Бескид-ТІМ». «Бескид-ТІМ» виступав у групі «Б» чемпіонату області, та здобуває друге місце, поступившись калушському «Хіміку». Окрім бронзових нагород «Бескид-ТІМ» здобув право у сезоні 1993 року виступати в першості України серед КФК. Команда впевнено перемогла у 1 групі та здобула путівку до перехідної ліги (третя ліга України). Цей результат можна вважати найбільш успішним в історії клубу. 
У сезоні 1993/1994 команда «Бескид-ТІМ» виступала у перехідній лізі. Посіла 15 місце і вилетіла з неї. Команду після закінчення сезону позбавлено статусу професіоналів. 
У 1994 році «Бескид» здобуває кубок області, в фіналі перемігши в додатковий час долинський «Нафтовик» 2:1. У 1998 році «Бескид» здобуває бронзові нагороди чемпіонату області та перемагає у кубка області. Наступного року, надвірнянці здобувають срібні нагороди чемпіонату області. 
2001 року «Бескид» ставав призером обласних змагань — здобув бронзу.

## Досягнення
- Чемпіон області (3) — 1963, 1965, 1988[4]
- Срібний призер чемпіонату області (7) — 1952, 1962, 1964, 1966, 1967, 1970, 1999
- Бронзовий призер чемпіонату області (5) — 1968, 1987, 1992, 1998, 2001
- Володар кубка області (4) — 1979, 1987, 1994, 1998[5]
- Володар суперкубка області — 1987[6]
- Володар кубка «Робітничої газети» — 1986
- Володар міжнародного кубка газети «Работническо дело» (Болгарія) — 1987
- Чемпіон України серед аматорських колективів — 1993
- Володар кубка Мирослава Думанського — 1998

## Гравці-вихованці
- Роман Максим'юк
- Любомир Гальчук
- Ігор Зеленюк
- Денис Маринчук
- Віктор Клим'юк
- Юрій Кулінич